# BankBoston
BankBoston foi um banco de origem norte americana controlado pelo Bank of America e cujos ativos no Brasil foram vendidos ao Banco Itaú em 2006.
Presente no Brasil desde 23 de agosto de 1947, o BankBoston tinha uma atuação dedicada à elite de alta renda. A sua sede era um grande e moderno arranha-céu, com 145 metros de altura e 30 andares que é conhecido como sede do BankBoston, localizado no distrito do Itaim Bibi, na região centro-sul da cidade de São Paulo. Foi concluído em 2002.
Em 1999 houve a fusão do BankBoston e o Fleet Financial Group, dando origem ao FleetBoston Financial, uma instituição que combinava solidez, tradição e modernidade.
Em abril de 2004 houve a fusão entre o Bank of America e o FleetBoston Financial Corporation, instituição controladora do BankBoston.
Em maio de 2006 o Bank of America anunciou um acordo visando a troca dos ativos do BankBoston no Brasil, Chile e Uruguai por ações do Banco Itaú, maior banco privado brasileiro.

## A marca
De 1784 a agosto de 2006 o símbolo do BankBoston foi a águia.
A águia com o ramo de oliveira e as flechas foi o símbolo usado pelo banco para divulgar oficialmente seus serviços. Essa imagem foi inspirada no Grande Selo dos Estados Unidos da América, insígnia adotada pelo país no ano de 1782.
A águia simbolizava a visão e a coragem, cuidando para que o comércio fosse realizado de uma forma correta. Também representava o procedimento do banco no vasto campo dos negócios. Na época, a águia também segurava em sua garra direita um ramo de oliveira, emblema bíblico de paz. Na esquerda, sustentava um molho de oito flechas que simbolizavam força, figura bastante recorrente naqueles tempos para representar a defesa dos direitos adquiridos.
Foi encontrada acidentalmente, entre os velhos papéis de um barco abandonado, uma grande quantidade de impressos que tinha a águia pousada sobre uma elipse dentro da qual havia um grande navio à vela. Como o banco foi fundado por mercadores e armadores de navios mercantes, a águia e o barco pareceram particularmente apropriados para simbolizar o histórico de sua fundação.

## Linha do tempo
- 1784 - fundação do Massachusetts Bank;
- 1791 - fundação do Providence Bank;
- 1903 - The First National Bank of Boston;
- 1913 - o banco recebe autorização para abrir filiais no exterior;
- 1917 - primeira filial em Buenos Aires;
- 1922 - Bank of Boston inaugura escritório de representação em Londres;
- 1926 - Bank of Boston inaugura escritório de representação em Paris;
- 1929 - aquisição do Banco Old Colony Trust;
- 1967 - formação do Bank of Boston Trust Company;
- 1991 - aquisição do Bank of New England;
- 1992 - nome oficial do Fleet passa a ser Fleet Financial Group;
- 1995 - Bank of Boston adquire em dezembro o BayBank nos EUA;
- 1995 - Fleet funde-se ao Shawmut National Corporation de Boston;
- 1996 - Henrique Meirelles assume a presidência do BankBoston, brasileiro se tornou o primeiro estrangeiro a presidir um banco americano;
- 1999 - BankBoston funde-se com o Fleet Financial Group;
- 1999 - Henrique Meirelles sai da presidência do BankBoston;
- 2004 - fusão do Bank of America e FleetBoston.